# Козакевич Павло Костянтинович
Козакевич Павло Костянтинович (1904 — 1943)  — радянський воєначальник, Герой Радянського Союзу.

## Біографія
Народився в 1904 р. у с. Забашевичі у Білорусі. З 1926 р. на службі в Червоній Армії. Брав участь у війні проти Польщі в 1939 р., у радянсько-фінській війні 1939--1940 рр. та у війні проти нацистської Німеччини з 1941 по 1943 рр. 81-й гвардійський стрілецький полк 25-ї гвардійської стрілецької дивізії Червоної Армії під командуванням Павла Козакевича відзначився під час визволення Харкова від німецьких окупантів у лютому 1943 р. Павло Костянтинович Козакевич загинув 15 лютого 1943 р. у боях за Харків. Посмертно нагороджений званням Героя Радянського Союзу. 

## Пам'ять
- Одна з вулиць Харкова у Київському районі міста названа на честь Павла Козакевича.

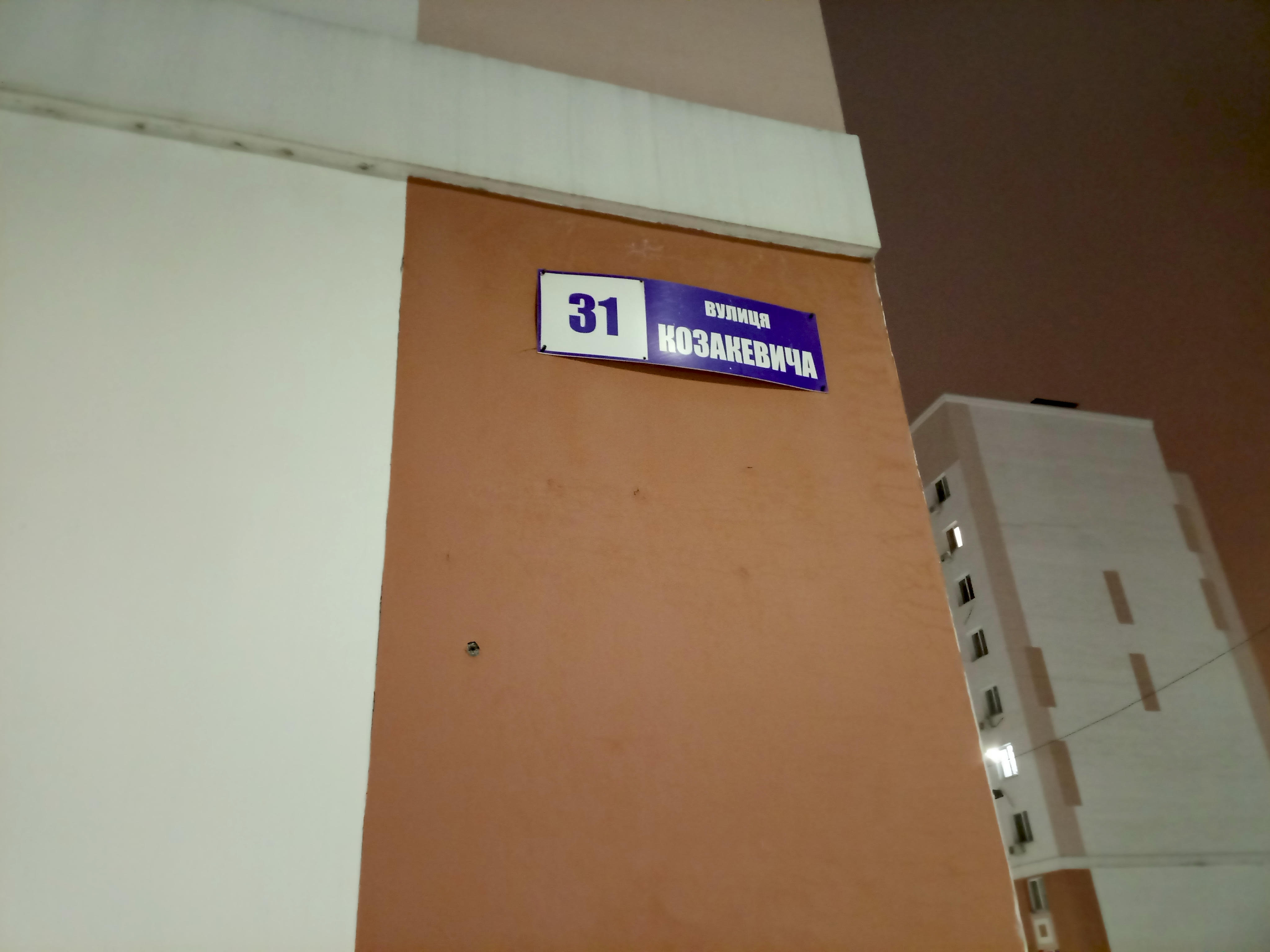
Вказівник на вулиці Козакевича в Харкові